# Jaimee Fourlis
Jaimee Fourlis, née le 17 septembre 1999, est une joueuse australienne de tennis.

## Carrière
Jaimee Fourlis a débuté sur le circuit professionnel en 2014.
Elle gagne 7 titres ITF en simple entre 2016 et 2022.
En janvier 2022, elle parvient en finale du double mixte de l'Open d'Australie 2022 avec son compatriote Jason Kubler.
Le 4 janvier 2025, elle remporte son 1er trophée au tournoi WTA 125 de Canberra avec sa partenaire et compatriote Petra Hule.

## Palmarès

### Titre en double en WTA 125
| No | Date       | Nom et lieu du tournoi                  | Catégorie | Dotation  | Surface    | Partenaire | Finalistes                        | Score            |          |
| -- | ---------- | --------------------------------------- | --------- | --------- | ---------- | ---------- | --------------------------------- | ---------------- | -------- |
| 1  | 30-12-2024 | Workday Canberra International Canberra | WTA 125   | 115 000 $ | Dur (ext.) | Petra Hule | Darja Semenistaja Nina Stojanović | 7-5, 4-6, [10-6] | Parcours |

### Finale en double mixte
| No | Date       | Nom et lieu du tournoi    | Catégorie | Dotation | Surface    | Vainqueures                    | Partenaire   | Score    |          |
| -- | ---------- | ------------------------- | --------- | -------- | ---------- | ------------------------------ | ------------ | -------- | -------- |
| 1  | 17-01-2022 | Australian Open Melbourne | G. Chelem | NC       | Dur (ext.) | Kristina Mladenovic Ivan Dodig | Jason Kubler | 6-3, 6-4 | Parcours |

## Parcours en Grand Chelem

### En simple dames
| Année | Open d'Australie | Open d'Australie    | Internationaux de France | Internationaux de France | Wimbledon       | Wimbledon           | US Open         | US Open               |
| ----- | ---------------- | ------------------- | ------------------------ | ------------------------ | --------------- | ------------------- | --------------- | --------------------- |
| 2017  | 2e tour (1/32)   | Svetlana Kuznetsova | 1er tour (1/64)          | Caroline Wozniacki       | —               | —                   | —               | —                     |
| 2018  | 1er tour (1/64)  | Olivia Rogowska     | —                        | —                        | Q1              | Viktoriya Tomova    | Q3              | Anhelina Kalinina     |
| 2019  | Q1               | Christina McHale    | —                        | —                        | —               | —                   | Q3              | Jana Čepelová         |
| 2020  | Q1               | Xun Fangying        | —                        | —                        | Annulé          | Annulé              | —               | —                     |
| 2021  | —                | —                   | —                        | —                        | —               | —                   | Q1              | Usue Maitane Arconada |
| 2022  | Q2               | Martina Trevisan    | Q2                       | Réka Luca Jani           | 1er tour (1/64) | Kirsten Flipkens    | 1er tour (1/64) | Yuan Yue              |
| 2023  | 1er tour (1/64)  | Linda Fruhvirtová   | Q3                       | Fiona Ferro              | Q2              | Viktória Hrunčáková | Q1              | Vera Zvonareva        |
| 2024  | Q1               | Renata Zarazúa      | Q1                       | Anastasia Tikhonova      | —               | —                   | —               | —                     |
| 2025  | Q1               | Sara Sorribes Tormo |                          |                          |                 |                     |                 |                       |

N.B. : sous le résultat se trouve le nom de l’ultime adversaire.

### En double dames
| Année | Open d'Australie                                                                      | Open d'Australie | Internationaux de France | Internationaux de France | Wimbledon | Wimbledon | US Open | US Open |
| ----- | ------------------------------------------------------------------------------------- | ---------------- | ------------------------ | ------------------------ | --------- | --------- | ------- | ------- |
| 2018  | 1er tour (1/32) K. Birrell \|\| style="text-align:left;" \| N. Melichar K. Peschke    | —                | —                        | —                        | —         | —         | —       |         |
| 2019  | 1er tour (1/32) L. Cabrera \|\| style="text-align:left;" \| I.-C. Begu M. Buzărnescu  | —                | —                        | —                        | —         | —         | —       |         |
| 2020  | 2e tour (1/16) A. Rodionova \|\| style="text-align:left;" \| E. Mertens A. Sabalenka  | —                | —                        | Annulé                   | Annulé    | —         | —       |         |
| 2021  | 1er tour (1/32) K. Birrell \|\| style="text-align:left;" \| L. Siegemund V. Zvonareva | —                | —                        | —                        | —         | —         | —       |         |
| 2022  | 1er tour (1/32) M. Inglis \|\| style="text-align:left;" \| G. Minnen E. Perez         | —                | —                        | —                        | —         | —         | —       |         |
| 2023  | 1er tour (1/32) A. Sharma \|\| style="text-align:left;" \| C. Liu S. Santamaria       | —                | —                        | —                        | —         | —         | —       |         |
|       |                                                                                       |                  |                          |                          |           |           |         |         |
| 2025  | 1er tour (1/32) P. Hule \|\| style="text-align:left;" \| E. Mertens E. Perez          |                  |                          |                          |           |           |         |         |

N.B. : le nom de la partenaire se trouve sous le résultat ; le nom des ultimes adversaires se trouve à droite.

### En double mixte
| Année | Open d'Australie                                                                | Open d'Australie       | Internationaux de France | Internationaux de France | Wimbledon | Wimbledon | US Open | US Open |
| ----- | ------------------------------------------------------------------------------- | ---------------------- | ------------------------ | ------------------------ | --------- | --------- | ------- | ------- |
| 2022  | Finale J. Kubler                                                                | K. Mladenovic I. Dodig | —                        | —                        | —         | —         | —       | —       |
| 2023  | 1er tour (1/16) L. Saville \|\| style="text-align:left;" \| S. Mirza R. Bopanna | —                      | —                        | —                        | —         | —         | —       |         |
| 2024  | 1/2 finale A. Harris \|\| style="text-align:left;" \| Hsieh S.-w. J. Zieliński  | —                      | —                        | —                        | —         | —         | —       |         |

N.B. : le nom du partenaire se trouve sous le résultat ; le nom des ultimes adversaires se trouve à droite.

## Classements en fin de saison
| Année          | 2015 | 2016 | 2017 | 2018 | 2019 | 2020 | 2021 | 2022 | 2023 | 2024 |
| Rang en simple | 934  | 424  | 327  | 202  | 245  | 264  | 323  | 162  | 204  | 326  |
| Rang en double | –    | 1035 | 917  | 420  | 244  | 158  | 194  | 306  | 395  | 190  |

Source : (en) Classements de Jaimee Fourlis sur le site officiel de la Fédération internationale de tennis